# 라잇 온 미
《라잇 온 미》(영어: Keep The Lights On)는 2012년에 개봉한 미국의 드라마 영화이다. 아이라 색스가 연출했으며, 뉴욕을 배경으로 10년간 이어지는 두 남자 에리크(투레 린하르트 분)와 폴(재커리 부스 분)의 사랑과 이별 이야기를 다룬다. 2012년 제28회 선댄스 영화제에 공식 출품작으로 상영이 되었고, 그해 제62회 베를린 국제 영화제에서 테디상을 수상했다.

## 출연진
- 투레 린하르트 - 에리크 로트만 역
- 재커리 부스 - 폴 루시 역
- 줄리앤 니컬슨 - 클레어 역
- 술레만 시 사바네
- 파프리카 스텐
- 마리아 디지아